# Pero arditaria
Pero arditaria là một loài bướm đêm trong họ Geometridae.